# Petrophile chrysantha
Petrophile chrysantha är en tvåhjärtbladig växtart som beskrevs av Meissn.. Petrophile chrysantha ingår i släktet Petrophile och familjen Proteaceae. Inga underarter finns listade i Catalogue of Life.